# Dom Cerulli
Dominic „Dom“ Cerulli (* 7. Februar 1927 in Winthrop, Massachusetts; † 23. Oktober 2012 in Tarrytown (New York)) war ein US-amerikanischer Journalist, Autor und Musikfunktionär.

## Leben
Cerulli diente im Zweiten Weltkrieg in der US-Marine und war im Pazifik stationiert. Nach Beendigung seiner College-Ausbildung an der Northeastern University arbeitete er in der Nachkriegszeit zunächst als Reporter für United Press International und The Boston Globe, für die er Reportagen wie die Senatskandidatur 1952 von John F. Kennedy oder Dwight D. Eisenhowers Präsidentschaftskampagne von 1956 schrieb. Cerulli war dann einer der Herausgeber des Jazzmagazins Down Beat. Anschließend war er ab 1959 für eine Reihe von Major-Labels tätig: Als Chef der Abteilung für Werbung und Öffentlichkeitsarbeit an der Ostküste für Warner Bros. Records, ab 1961 als Werbeleiter für RCA und später dann für Columbia Records, wo er mit John Hammond zusammenarbeitete.
1960 war er Mitherausgeber des Buchs The Jazz Word (Ballantine Books). Für Verve Records schuf Cerulli Anfang der 1960er Jahre die LP-Reihe Jazz Essentials. Auch war er Gründungsmitglied der National Academy of Recording Arts and Sciences (NARAS) an der Ostküste der USA; außerdem deren langjähriges Vorstandsmitglied (Board of Governors). Cerulli schrieb zudem Artikel für Zeitschriften wie den Playboy, Show Business Illustrated und International Musician. Außerdem verfasste er von den 1950er bis in die 1970er Jahre eine Vielzahl von Liner Notes für Alben von Manny Albam, Red Allen, Art Blakey, Ruby Braff, John Coltrane (Africa/Brass, 1960), Marian McPartland, Oscar Peterson, Buddy Rich, Johnny Richards und Max Roach. 1966 wurde er für den Grammy für seine Liner Notes des Albums Voice of the Uncommon Man, narrated by Adlai Stevenson nominiert. Zu den Musikern, mit denen Cerulli im Laufe seiner Karriere arbeitete, gehören Stan Getz (Jazz Samba), Louis Armstrong, Barbra Streisand, Antônio Carlos Jobim und Quincy Jones.
In seinen späteren Jahren fungierte Cerulli als Creative Director des Verlags Grolier Publishing, außerdem beriet er die Werbeagenturen N.W. Ayer und Y&R sowie die Zeitschrift Reader’s Digest, für die er eine Reihe von Kompilationen mit Jazz- und Bigband-Musik zusammenstellte. In den 1970er Jahren produzierte er die Radioreihe Women on the Move. In den 1990er Jahren war er für Smithsonian als Berater bei der Veröffentlichung mehrerer Jazzkompilationen tätig. Cerulli starb im Oktober 2012 im Alter von 85 Jahren.

## Veröffentlichung
- Dom Cerulli, Burt Retail, Mort Nasatir (Hrsg.) The Jazz Word. Ballantine Books, New York City 1960.